# Jan van Stirum
Jan van Stirum (Borculo, 13 april 1567 - Terborg, 6 november 1613) was de zoon van graaf Herman Georg van Limburg Stirum en Maria van Hoya. Hij werd kanunnik te Keulen, maar trad als militair in dienst van het Spaanse leger. Hij promoveerde in het leger en werd gouverneur van de veste Grol (Groenlo) van 1592 tot 1597.
Stirum was hoogstwaarschijnlijk niet geliefd in het graafschap Zutphen en de heerlijkheid Borculo, omdat hij op persoonlijke basis onder dreiging van brandschatting contributie van de plattelandsbevolking eiste, boven op de verplichte contributies aan de Spaanse rentmeester van Grol, Jan van Lamsweerde. 
In 1595 had Stirum Grol verdedigd tegen het leger van Maurits van Oranje, dat Grol belegerde en trachtte in te nemen. Dat beleg mislukte door tussenkomst van Mondragon. In 1597 was Stirum nog steeds gouverneur van Grol toen Maurits opnieuw met een leger voor de stad kwam te liggen. Stirum was van de plannen op de hoogte, deze waren namelijk openbaar goedgekeurd door de Staten-Generaal, en had daarom als voorzorg in juni nog een extra belasting van 2000 gulden van de lokale bevolking geïnd, zodat het garnizoen goed betaald en bevoorraad was. Eind juli, na een belegering van 18 dagen werd Grol dan toch eindelijk ingenomen door Maurits. 

In 1603 kwam Jan van Stirum in het bezit van hoogheid Wisch en het Kasteel Borg, waarna hij het leger verliet. Maurits gaf hem toestemming zich in Gelre te vestigen. In 1612 trouwde hij, maar stierf een jaar later, kinderloos.